# Третій уряд Педро Санчеса
Третій уряд Педро Санчеса було сформовано 21 листопада 2023 року після обрання останнього прем'єр-міністром Іспанії Конгресом депутатів 16 листопада та його присяги 17 листопада в результаті того, що Іспанської соціалістичної робітничої партії (ІСРП) та альянсу «Сумар» вдалося зібрати більшість місць у парламенті завдяки зовнішній підтримці Республіканських лівих Каталонії (РЛК), «Разом за Каталонію» (Жунтс), «ЕХ Більду», Баскської націоналістичної партії (БНП), Галісійського націоналістичного блоку (ГНБ) і Канарської коаліції (КК) після парламентських виборів 2023 року.
Уряд складається з членів ІСРП (включаючи її сестринську партію, Партію соціалістів Каталонії (ПСК)) і платформи «Сумар» — із залученням Руху «Сумар», Об'єднаних лівих (ОЛ), Комуністичної партії Іспанії (КПІ), «Більше Мадрида» (БМ) і «Каталонія cпільно» (КатКому), а також безпартійних міністрів, запропонованих обома партіями.

## Передумови
29 травня 2023 року прем'єр-міністр Педро Санчес повідомив короля Філіпа VI про свою готовність розпустити Генеральні кортеси XIV скликання та провести дострокові вибори 23 липня. Це оголошення було зроблено наступного дня після місцевих виборів, на яких беззаперечну перемогу отримала Народна партія на чолі із Альберто Нуньєсом Фейхоо, що призвела до втрати Іспанською соціалістичною робітничою партією контролю над більшістю урядів автономних спільнот, а також найбільших іспанських міст.
Загальні вибори до XV Генеральних кортесів відбулися 23 липня 2023 року. Народна партія, перемогла на виборах, посівши перше місце з результатом у 137 депутатів, але недостатньою для формування уряду. Запропонована коаліція Фейхоо, яка складалась з Народної партії, партії «Вокс» та Союз наваррського народу мала лише 171 місце, тоді як для затвердження було необхідно 176, після чого його кандидатуру було відхилено під час декількох голосувань у Конгресі депутатів. В результаті декількох раундів голосування, король Філіп VI призначив новий раунд, та номінував тодішнього виконуючого обов'язків голови уряду та лідера Іспанської соціалістичної робітничої партії, яка мала 121 депутата, Педро Санчеса, до формування урядової коаліції.
У цьому контексті партія Санчеса уклала угоди з партіями, які підтримували її в попередньому законодавчому органі, а також з каталонською сепаратистською партією «Разом за Каталонію», з якою ІСРП домовились щодо закону про амністію членів партії, що викликало численні протести громадян по всій країні. Проте, це все ж дозволило Педро Санчесу бути переобраним 16 листопада 2023 року прем'єром Іспанії 179 голосами «за». Наступного дня переобраний прем'єр-міністр обійняв свою посаду перед королем Філіпом VI.

## Вотум довіри
| Вотум довіри Педро Санчес (ІСРП) | |                   |
| Дата голосування →               | Дата голосування →                                                                                                  | 16 листопада 2023 |
| Необхідна більшість →            | Необхідна більшість →                                                                                               | 176 з 350         |
|                                  | Список - • ІСРП (121) - • Сумар (31) - • РЛК (7) - • Жунтс (7) - • ЕХ Більду (6) - • БНП (5) - • ГНБ (1) - • КК (1) | 179 / 350         |
|                                  | Список - • НП (137) - • Вокс (33) - • СНН (1)                                                                       | 171 / 350         |
|                                  | Утримались | 0 / 350           |
|                                  | Відсутні | 0 / 350           |
| Джерела                          | |                   |

## Склад
Рада міністрів складається з офісу прем'єр-міністра, чотирьох (трьох з 29 грудня 2023 року, після відставки Надії Кальвіньо) віцепрем'єр-міністрів, 22 міністерств і посади речника уряду.
| Посада                                                                    | Міністр                  | Початок терміну   | Кінець терміну | Партія | Партія               |
| ------------------------------------------------------------------------- | ------------------------ | ----------------- | -------------- | ------ | -------------------- |
| Прем'єр-міністр                                                           | Педро Санчес             | 17 листопада 2023 | чинний         |        | ІСРП                 |
| Віцепрем'єр-міністри                                                      |                          |                   |                |        |                      |
| Перша віцепрем'єр-міністерка                                              | Надія Кальвіньо          | 21 листопада 2023 | 29 грудня 2023 |        | ІСРП (безпартійна)   |
| Перша віцепрем'єр-міністерка                                              | Марія Хесус Монтеро      | 29 грудня 2023    | чинна          |        | ІСРП                 |
| Друга віцепрем'єр-міністерка                                              | Йоланда Діас             | 21 листопада 2023 | чинна          |        | Сумар                |
| Третя віцепрем'єр-міністерка                                              | Тереза Рібера            | 21 листопада 2023 | чинна          |        | ІСРП                 |
| Четверта віцепрем'єр-міністерка                                           | Марія Хесус Монтеро      | 21 листопада 2023 | 29 грудня 2023 |        | ІСРП                 |
| Міністри                                                                  |                          |                   |                |        |                      |
| Міністр закордонних справ, Європейського Союзу та співробітництва         | Хосе Мануель Альбарес    | 21 листопада 2023 | чинний         |        | ІСРП                 |
| Міністр президентства, юстиції та відносин з кортесами Іспанії            | Фелікс Боланьос          | 21 листопада 2023 | чинний         |        | ІСРП                 |
| Міністерка оборони                                                        | Маргарита Роблес         | 21 листопада 2023 | чинна          |        | ІСРП (безпартійна)   |
| Міністерка фінансів та державної служби                                   | Марія Хесус Монтеро      | 21 листопада 2023 | 29 грудня 2023 |        | ІСРП                 |
| Міністерка фінансів                                                       | Марія Хесус Монтеро      | 29 грудня 2023    | чинна          |        | ІСРП                 |
| Міністр внутрішніх справ                                                  | Фернандо Гранде-Марласка | 21 листопада 2023 | чинний         |        | ІСРП (безпартійний)  |
| Міністр транспорту та стійкої мобільності                                 | Оскар Пуенте             | 21 листопада 2023 | чинний         |        | ІСРП                 |
| Міністерка освіти, професійної підготовки та спорту Іспанії Речниця уряду | Пілар Алегрія            | 21 листопада 2023 | чинна          |        | ІСРП                 |
| Міністр промисловості та туризму                                          | Жорді Ереу               | 21 листопада 2023 | чинний         |        | ПСК                  |
| Міністр сільського господарства, рибальства та продовольства              | Луїс Планас              | 21 листопада 2023 | чинний         |        | ІСРП                 |
| Міністр територіальної політики та демократичної пам'яті                  | Анхель Віктор Торрес     | 21 листопада 2023 | чинний         |        | ІСРП                 |
| Міністерка житлового будівництва та міської політики                      | Ізабель Родрігес         | 21 листопада 2023 | чинна          |        | ІСРП                 |
| Міністр економіки, торгівлі та бізнесу                                    | Надія Кальвіньо          | 21 листопада 2023 | 29 грудня 2023 |        | ІСРП (безпартійна)   |
| Міністр економіки, торгівлі та бізнесу                                    | Карлос Куерпо            | 29 грудня 2023    | чинний         |        | ІСРП (безпартійний)  |
| Міністр культури                                                          | Ернест Уртасун           | 21 листопада 2023 | чинний         |        | Сумар (КатКому)      |
| Міністерка охорони здоров'я                                               | Моніка Гарсія            | 21 листопада 2023 | чинна          |        | Сумар (БМ)           |
| Міністр соціальних прав, споживання та порядку денного до 2030 року       | Пабло Бустіндуї          | 21 листопада 2023 | чинний         |        | Сумар (безпартійний) |
| Міністерка науки, інновацій та університетів                              | Діана Морант             | 21 листопада 2023 | чинна          |        | ІСРП                 |
| Міністерка рівності Іспанії                                               | Ана Редондо              | 21 листопада 2023 | чинна          |        | ІСРП                 |
| Міністерка інтеграції, соціального забезпечення та міграції               | Ельма Саїз               | 21 листопада 2023 | чинна          |        | ІСРП                 |
| Міністр цифрової трансформації                                            | Хосе Луїс Ескріва        | 21 листопада 2023 | 29 грудня 2023 |        | ІСРП (безпартійний)  |
| Міністр цифрової трансформації та державної служби                        | Хосе Луїс Ескріва        | 29 грудня 2023    | чинний         |        | ІСРП (безпартійний)  |
| Міністерка молоді та дітей                                                | Сіра Рего                | 21 листопада 2023 | чинна          |        | Сумар (ОЛ)           |